# Bjørn Kornerup
Bjørn Stisgaard Kornerup, född den 8 maj 1896 på Frederiksberg, död där den 5 november 1957, var en dansk arkivman och kyrkohistoriker. Han var son till Valdemar Kornerup.
Kornerup blev teologie doktor vid Köpenhamns universitet 1928. Han blev underarkivarie vid Rigsarkivet 1927, arkivarie där 1931 och överarkivarie 1946. Kornerup, som åtnjöt stort anseende som en av Danmarks lärdaste kyrkohistoriker, promoverades till teologie hedersdoktor vid Uppsala universitet 1952. Han författade bland annat Biskop Hans Poulsen Resen (1928; doktorsavhandling), Vor Frue Kirkes og Menigheds Historie (1929–1930), Frederiksborg Statsskoles Historie (1933), Det kongelige danske Selskab for Fædrelandets Historie 1745–1945 (1945), Ribe Katedralskoles Historie (2 band, 1947–1952), Helligaandskirken i København (1949; tillsammans med Christian Elling med flera) samt utgav bland annat Hans Tausens skrifter (3 band, 1932–1934), J.P. Mynsters Visitatsdagbøger (2 band, 1937) och Visitatsbog for Lunde Stift 1611–1637 (i Lunds stifts herdaminne, utgivet av Gunnar Carlquist, serie 1, 1943). Kornerup invaldes som utländsk ledamot av Samfundet för utgivande av handskrifter rörande Skandinaviens historia 1938, av Humanistiska Vetenskapssamfundet i Lund 1949 och av Vitterhetsakademien samma år samt av Vetenskapssocieteten i Uppsala 1952.